# Last Christmas
Last Christmas ist ein Popsong der britischen Gruppe Wham! aus dem Jahr 1984, der von einer verflossenen Liebesbeziehung handelt.

## Entstehung
Die damalige Plattenfirma der Band Wham! wollte auf die Schnelle ein Weihnachtslied veröffentlichen. Einigen Quellen zufolge soll George Michael lediglich den Text eines bereits von ihm komponierten Stücks mit dem Titel Last Easter („Letzte Ostern“) umgeschrieben haben, indem er ihn an Weihnachten und die Jahreszeit anpasste. Andere Quellen halten diese Geschichte für nicht glaubwürdig, da sie weder vom Plattenunternehmen Sony noch vom Künstler selbst bestätigt wurde. In einem Interview mit dem Radiosender SWR1 Rheinland-Pfalz erklärte der Wham!-Mitgründer Andrew Ridgeley 2024, dass dieses Gerücht nicht stimmt: "Da ist nichts Wahres dran. Da hat sich irgendein Durchgeknallter ein absurdes Märchen zusammengesponnen."

## Inhalt / Musikvideo
Andrew Ridgeley und George Michael spielen in dem Video zu „Last Christmas“: Andrew Ridgeley spielt den neuen Freund der brünetten Frau, der George Michael letztes Jahr im Songtext zu Weihnachten sein Herz geschenkt hatte („Last Christmas, I gave you my heart“). Doch sie verschenkte das Herz gleich am nächsten Tag wieder („But the very next day, you gave it away“).
George bringt seine neue Freundin zum Weihnachtsfest auf die verschneite Hütte mit. Es knistert trotzdem noch zwischen ihm und der Frau von letztem Jahr („Once bitten and twice shy, I keep my distance. But you still catch my eye. Tell me, baby. Do you recognize me?“).
George denkt immer wieder daran zurück und erinnert sich an die Brosche, die er ihr damals zu Weihnachten geschenkt hatte und die nun Andrew trägt.
Der mit Rückblenden erzählte Videoclip zu Last Christmas wurde im Schweizer Wintersportort Saas-Fee in den Walliser Alpen von einer 40-köpfigen Crew an fünf Drehtagen im November 1984 gedreht und kostete 60.000 GBP. Die Regie führte Andy Morahan. Als verflossene Liebesbeziehung agierte das Model Kathy Hill, im Video auffällig rot gekleidet. Weitere Rollen spielen die Background-Sängerinnen von Wham!, Helen „Pepsi“ DeMacque und Shirlie Holliman. Nach der Auflösung der Band im Sommer 1986 gründeten sie das Pop-Duo Pepsi & Shirlie, das mit Liedern wie Heartache selbst einige Hits landen konnte. Ebenfalls im Video zu sehen ist der Bassist von Spandau Ballet, Martin Kemp, der damalige Freund und spätere Mann von Shirlie Holliman.

## Veröffentlichung
Die Single wurde nach unterschiedlichen Angaben erstmals am 30. November beziehungsweise am 3. Dezember 1984 beim Epic-Label veröffentlicht. Auf der B-Seite findet sich das ebenfalls von Michael komponierte Stück Everything She Wants. Ende Dezember entschied sich das Plattenunternehmen, A- und B-Seite zu tauschen: Everything She Wants wurde als Remix mit Last Christmas veröffentlicht. In der Folge wurde auch Everything She Wants ein Top-10-Hit (Platz acht) in Deutschland. 1986 erschien das Lied Last Christmas erstmals auf einem Album des Duos auf der Kompilation The Final in allen Gebieten außer Nordamerika und Japan, wo es auf dem Album Music from the Edge of Heaven veröffentlicht wurde.
Die Tantiemen gingen alleine an George Michael und nicht an seinen Bandpartner Andrew Ridgeley, der an der Komposition und Produktion des Liedes nicht beteiligt war.
Den Erfolg des Songs versucht der Autor Sebastian Hammelehle in einem Artikel in der Welt am Sonntag im Dezember 2004 wie folgt zu erklären:

„Das wirklich Besondere an dem Lied ist, daß Wham als erste Popband die Existenz von Weihnachten einfach hinnahmen: Sie überhöhten es nicht, indem sie versuchten, den Geist des guten, alten Fests der Prä-Rock-’n’-Roll-Ära wiederzubeleben – aber sie bekämpften es auch nicht. […] Vollends zeitlos wird der Hit durch das englische Wort last. Es geht ja gar nicht um das Jahr 1983, es geht immer um das vorige Jahr – diesmal also um 2003. Eine solche perpetuum-mobile-hafte Selbsterneuerung schaffen nur die wirklich großen Klassiker.“

## Rechtsstreit wegen Plagiatsvorwürfen
Kurz nach der Veröffentlichung kam es zu einem Rechtsstreit mit Barry Manilow. Gegenstand des Streits war die Ähnlichkeit des Liedes mit Manilows Hit Can’t Smile Without You. Es kam zu einer außergerichtlichen Einigung, nach der alle Einnahmen aus dem Lied im ersten Jahr der Aktion Band Aid zukamen. Die Summe ist nicht bekannt; von der Single wurden im ersten Jahr rund 1,4 Millionen Stück verkauft.

## Chartplatzierungen
Last Christmas platzierte sich am 30. November 2018 zum 130. Mal in den deutschen Singlecharts, womit die Single einen neuen Allzeit-Rekord aufstellte und fortan der erfolgreichste Dauerbrenner in den deutschen Singlecharts war. Bis zur Ablösung durch Roller von Apache 207 im April 2023 konnte sich kein anderer Titel länger in den offiziellen deutschen Singlecharts platzieren. Zuvor hielten Paul und Fritz Kalkbrenner mit Sky and Sand (129 Wochen) diesen Rekord. Am 24. Dezember 2021 erreichte die Single in Deutschland das erste Mal Platz eins der deutschen Singlecharts, 37 Jahre nach erstmaligem Charteinstieg.
Im Vereinigten Königreich erreichte die Single am 1. Januar 2021 erstmals die Chartspitze, 36 Jahre nachdem die Single erstmals die Charts erreichte und seitdem des Öfteren den zweiten Rang erreichte. Damit stellt Last Christmas den Rekord als Single, die am längsten benötigte, um Platz eins zu erreichen. Zuvor hatte diesen Tony Christie mit (Is This The Way To) Amarillo inne, der mit seiner Single seinerzeit 33 Jahre benötigte, um 2005 die Chartspitze zu erreichen. Bei ihrer Erstveröffentlichung erreichte die Single Rang zwei hinter Do They Know It’s Christmas? von Band Aid. 2019 erreichte Last Christmas erneut Rang zwei der britischen Singlecharts; diesmal lag All I Want for Christmas Is You von Mariah Carey auf Platz 1. Im Jahr 2020 lag Last Christmas ebenfalls lange auf Platz 2, bevor es in der letzten Chartwoche der Weihnachtssaison 2020/21 All I Want for Christmas Is You auf Rang zwei verdrängte.
Kurz nach George Michaels Tod 2016 stieg das Lied, 32 Jahre nach seiner Erstveröffentlichung, erstmals in die US-amerikanischen Charts ein. 2018 erreichte Last Christmas zum ersten Mal die US-Top-40. Laut Nielsen Music wurden rund 6.000 Downloads verkauft und über 14 Millionen Streams abgerufen. Darüber hinaus erreichte Last Christmas die Chartspitze in Dänemark und Schweden.
Im Jahr 2023 schaffte es Last Christmas erstmals, die populäre Christmas Number One in den britischen Charts zu werden.

### Wham!
| Periode   | Höchstplatzierung, GesamtwochenChartplatzierungen (Periode, Platzierungen, Wochen) | Höchstplatzierung, GesamtwochenChartplatzierungen (Periode, Platzierungen, Wochen) | Höchstplatzierung, GesamtwochenChartplatzierungen (Periode, Platzierungen, Wochen) | Höchstplatzierung, GesamtwochenChartplatzierungen (Periode, Platzierungen, Wochen) | Höchstplatzierung, GesamtwochenChartplatzierungen (Periode, Platzierungen, Wochen) |
| Periode   | DE                                                                                 | AT                                                                                 | CH                                                                                 | UK                                                                                 | US                                                                                 |
| --------- | ---------------------------------------------------------------------------------- | ---------------------------------------------------------------------------------- | ---------------------------------------------------------------------------------- | ---------------------------------------------------------------------------------- | ---------------------------------------------------------------------------------- |
| 1984/85   | DE7 (14 a Wo.)DE                                                                   | —                                                                                  | CH6 (8 Wo.)CH                                                                      | UK2 (13 Wo.)UK                                                                     | —                                                                                  |
| 1985/86   | —                                                                                  | —                                                                                  | —                                                                                  | UK6 (7 Wo.)UK                                                                      | —                                                                                  |
| 1986/87   | —                                                                                  | —                                                                                  | —                                                                                  | UK45 (5 Wo.)UK                                                                     | —                                                                                  |
|           |                                                                                    |                                                                                    |                                                                                    |                                                                                    |                                                                                    |
|           |                                                                                    |                                                                                    |                                                                                    |                                                                                    |                                                                                    |
| 1996/97   | DE54 (1 Wo.)DE                                                                     | —                                                                                  | —                                                                                  | —                                                                                  | —                                                                                  |
| 1997/98   | DE39 (4 Wo.)DE                                                                     | AT9 (5 Wo.)AT                                                                      | —                                                                                  | —                                                                                  | —                                                                                  |
| 1998/99   | DE22 (5 Wo.)DE                                                                     | AT20 (2 Wo.)AT                                                                     | —                                                                                  | —                                                                                  | —                                                                                  |
| 1999/2000 | DE33 (5 Wo.)DE                                                                     | —                                                                                  | —                                                                                  | —                                                                                  | —                                                                                  |
| 2000/01   | DE37 (5 Wo.)DE                                                                     | —                                                                                  | —                                                                                  | —                                                                                  | —                                                                                  |
| 2001/02   | DE26 (6 Wo.)DE                                                                     | —                                                                                  | —                                                                                  | —                                                                                  | —                                                                                  |
| 2002/03   | DE32 (5 Wo.)DE                                                                     | —                                                                                  | —                                                                                  | —                                                                                  | —                                                                                  |
| 2003/04   | DE18 (7 Wo.)DE                                                                     | AT46 (3 Wo.)AT                                                                     | CH85 (2 Wo.)CH                                                                     | —                                                                                  | —                                                                                  |
| 2004/05   | DE16 (8 Wo.)DE                                                                     | AT23 (4 Wo.)AT                                                                     | CH82 (5 Wo.)CH                                                                     | —                                                                                  | —                                                                                  |
| 2005/06   | DE10 (8 Wo.)DE                                                                     | AT19 (4 Wo.)AT                                                                     | CH19 (4 Wo.)CH                                                                     | —                                                                                  | —                                                                                  |
| 2006/07   | DE13 (8 Wo.)DE                                                                     | AT18 (5 Wo.)AT                                                                     | CH12 (10 Wo.)CH                                                                    | —                                                                                  | —                                                                                  |
| 2007/08   | DE4 (6 Wo.)DE                                                                      | AT4 (7 Wo.)AT                                                                      | CH10 (7 Wo.)CH                                                                     | UK14 (5 Wo.)UK                                                                     | —                                                                                  |
| 2008/09   | DE16 (7 Wo.)DE                                                                     | AT17 (6 Wo.)AT                                                                     | CH12 (5 Wo.)CH                                                                     | UK26 (5 Wo.)UK                                                                     | —                                                                                  |
| 2009/10   | DE14 (7 Wo.)DE                                                                     | AT9 (6 Wo.)AT                                                                      | CH14 (3 Wo.)CH                                                                     | UK34 (4 Wo.)UK                                                                     | —                                                                                  |
| 2010/11   | DE23 (6 Wo.)DE                                                                     | AT11 (6 Wo.)AT                                                                     | CH27 (4 Wo.)CH                                                                     | UK53 (4 Wo.)UK                                                                     | —                                                                                  |
| 2011/12   | DE25 (7 Wo.)DE                                                                     | AT17 (5 Wo.)AT                                                                     | CH34 (4 Wo.)CH                                                                     | UK26 (4 Wo.)UK                                                                     | —                                                                                  |
| 2012/13   | DE26 (5 Wo.)DE                                                                     | AT16 (4 Wo.)AT                                                                     | CH24 (3 Wo.)CH                                                                     | UK34 (5 Wo.)UK                                                                     | —                                                                                  |
| 2013/14   | DE30 (5 Wo.)DE                                                                     | AT25 (5 Wo.)AT                                                                     | CH37 (4 Wo.)CH                                                                     | UK36 (5 Wo.)UK                                                                     | —                                                                                  |
| 2014/15   | DE19 (5 Wo.)DE                                                                     | AT19 (4 Wo.)AT                                                                     | CH12 (4 Wo.)CH                                                                     | UK28 (5 Wo.)UK                                                                     | —                                                                                  |
| 2015/16   | DE15 (5 Wo.)DE                                                                     | AT15 (4 Wo.)AT                                                                     | CH19 (5 Wo.)CH                                                                     | UK18 (5 Wo.)UK                                                                     | —                                                                                  |
| 2016/17   | DE7 (5 Wo.)DE                                                                      | AT10 (4 Wo.)AT                                                                     | CH4 (5 Wo.)CH                                                                      | UK7 (5 Wo.)UK                                                                      | US41 (2 Wo.)US                                                                     |
| 2017/18   | DE4 (5 Wo.)DE                                                                      | AT5 (5 Wo.)AT                                                                      | CH6 (5 Wo.)CH                                                                      | UK2 (6 Wo.)UK                                                                      | US43 (2 Wo.)US                                                                     |
| 2018/19   | DE3 (5 Wo.)DE                                                                      | AT3 (5 Wo.)AT                                                                      | CH3 (5 Wo.)CH                                                                      | UK3 (5 Wo.)UK                                                                      | US25 (5 Wo.)US                                                                     |
| 2019/20   | DE2 (6 Wo.)DE                                                                      | AT2 (6 Wo.)AT                                                                      | CH3 (6 Wo.)CH                                                                      | UK3 (6 Wo.)UK                                                                      | US11 (5 Wo.)US                                                                     |
| 2020/21   | DE2 (7 Wo.)DE                                                                      | AT2 (6 Wo.)AT                                                                      | CH3 (7 Wo.)CH                                                                      | UK1 (8 Wo.)UK                                                                      | US9 (5 Wo.)US                                                                      |
| 2021/22   | DE1 (7 Wo.)DE                                                                      | AT1 (6 Wo.)AT                                                                      | CH2 (7 Wo.)CH                                                                      | UK2 (8 Wo.)UK                                                                      | US7 (6 Wo.)US                                                                      |
| 2022/23   | DE1 (7 Wo.)DE                                                                      | AT1 (7 Wo.)AT                                                                      | CH2 (7 Wo.)CH                                                                      | UK1 (8 Wo.)UK                                                                      | US4 (6 Wo.)US                                                                      |
| 2023/24   | DE2 (8 Wo.)DE                                                                      | AT1 (7 Wo.)AT                                                                      | CH2 (8 Wo.)CH                                                                      | UK1 (9 Wo.)UK                                                                      | US4 (7 Wo.)US                                                                      |
| 2024/25   | DE1 (9 Wo.)DE                                                                      | AT1 (8 Wo.)AT                                                                      | CH2 (9 Wo.)CH                                                                      | UK1 (9 Wo.)UK                                                                      | US3 (7 Wo.)US                                                                      |
| Insgesamt | DE1 (178 Wo.)DE                                                                    | AT1 (124 Wo.)AT                                                                    | CH2 (127 Wo.)CH                                                                    | UK1 (131 Wo.)UK                                                                    | US3 (45 Wo.)US                                                                     |

| ChartsJahrescharts (2019)    | Platzierung |
| ---------------------------- | ----------- |
| Österreich (Ö3)              | 70          |
| Vereinigtes Königreich (OCC) | 95          |

| ChartsJahrescharts (2020)    | Platzierung |
| ---------------------------- | ----------- |
| Österreich (Ö3)              | 43          |
| Vereinigtes Königreich (OCC) | 60          |

| ChartsJahrescharts (2021)    | Platzierung |
| ---------------------------- | ----------- |
| Deutschland (GfK)            | 61          |
| Österreich (Ö3)              | 40          |
| Schweiz (IFPI)               | 92          |
| Vereinigtes Königreich (OCC) | 34          |

| ChartsJahrescharts (2022)    | Platzierung |
| ---------------------------- | ----------- |
| Deutschland (GfK)            | 75          |
| Österreich (Ö3)              | 52          |
| Schweiz (IFPI)               | 71          |
| Vereinigtes Königreich (OCC) | 35          |

| ChartsJahrescharts (2023)      | Platzierung |
| ------------------------------ | ----------- |
| Deutschland (GfK)              | 51          |
| Österreich (Ö3)                | 20          |
| Schweiz (IFPI)                 | 71          |
| Vereinigte Staaten (Billboard) | 84          |
| Vereinigtes Königreich (OCC)   | 18          |

| ChartsJahrescharts (2024)      | Platzierung |
| ------------------------------ | ----------- |
| Deutschland (GfK)              | 49          |
| Österreich (Ö3)                | 30          |
| Schweiz (IFPI)                 | 62          |
| Vereinigte Staaten (Billboard) | 74          |
| Vereinigtes Königreich (OCC)   | 30          |

### Version von Whigfield
| Periode   | Höchstplatzierung, GesamtwochenChartsChartplatzierungen (Periode, Platzierungen, Wochen) |
| Periode   | UK                                                                                       |
| --------- | ---------------------------------------------------------------------------------------- |
| 1995/96   | UK21 (5 Wo.)UK                                                                           |
| Insgesamt | UK21 (5 Wo.)UK                                                                           |

### Version von Rap Allstars feat. Leroy Daniels
| Periode   | Höchstplatzierung, GesamtwochenChartplatzierungen (Periode, Platzierungen, Wochen) | Höchstplatzierung, GesamtwochenChartplatzierungen (Periode, Platzierungen, Wochen) |
| Periode   | DE                                                                                 | CH                                                                                 |
| --------- | ---------------------------------------------------------------------------------- | ---------------------------------------------------------------------------------- |
| 1998/99   | DE24 (5 Wo.)DE                                                                     | CH21 (3 Wo.)CH                                                                     |
| Insgesamt | DE24 (5 Wo.)DE                                                                     | CH21 (3 Wo.)CH                                                                     |

### Version von Alien Voices feat. Three Degrees
| Periode   | Höchstplatzierung, GesamtwochenChartsChartplatzierungen (Periode, Platzierungen, Wochen) |
| Periode   | UK                                                                                       |
| --------- | ---------------------------------------------------------------------------------------- |
| 1998/99   | UK54 (2 Wo.)UK                                                                           |
| Insgesamt | UK54 (2 Wo.)UK                                                                           |

### Version von Le Groove feat. Gwen Dickey
| Periode   | Höchstplatzierung, GesamtwochenChartsChartplatzierungen (Periode, Platzierungen, Wochen) |
| Periode   | UK                                                                                       |
| --------- | ---------------------------------------------------------------------------------------- |
| 1998/99   | UK82 (1 Wo.)UK                                                                           |
| Insgesamt | UK82 (1 Wo.)UK                                                                           |

### Version von BTH
| Periode   | Höchstplatzierung, GesamtwochenChartsChartplatzierungen (Periode, Platzierungen, Wochen) |
| Periode   | UK                                                                                       |
| --------- | ---------------------------------------------------------------------------------------- |
| 2001/02   | UK93 (1 Wo.)UK                                                                           |
| Insgesamt | UK93 (1 Wo.)UK                                                                           |

### Version von Scala & Kolacny Brothers
| Periode   | Höchstplatzierung, GesamtwochenChartsChartplatzierungen (Periode, Platzierungen, Wochen) |
| Periode   | DE                                                                                       |
| --------- | ---------------------------------------------------------------------------------------- |
| 2005/06   | DE96 (3 Wo.)DE                                                                           |
| Insgesamt | DE96 (3 Wo.)DE                                                                           |

### Version von Erdmöbel(Weihnachten (Last Christmas))
| Periode   | Höchstplatzierung, GesamtwochenChartsChartplatzierungen (Periode, Platzierungen, Wochen) |
| Periode   | DE                                                                                       |
| --------- | ---------------------------------------------------------------------------------------- |
| 2006/07   | DE84 (3 Wo.)DE                                                                           |
| Insgesamt | DE84 (3 Wo.)DE                                                                           |

### Version von Crazy Frog
| Periode   | Höchstplatzierung, GesamtwochenChartsChartplatzierungen (Periode, Platzierungen, Wochen) |
| Periode   | UK                                                                                       |
| --------- | ---------------------------------------------------------------------------------------- |
| 2006/07   | UK16 (3 Wo.)UK                                                                           |
| Insgesamt | UK16 (3 Wo.)UK                                                                           |

### Version von Glee Cast
| Periode   | Höchstplatzierung, GesamtwochenChartsChartplatzierungen (Periode, Platzierungen, Wochen) |
| Periode   | US                                                                                       |
| --------- | ---------------------------------------------------------------------------------------- |
| 2009/10   | US63 (2 Wo.)US                                                                           |
| Insgesamt | US63 (2 Wo.)US                                                                           |

### Version von Cascada
| Periode   | Höchstplatzierung, GesamtwochenChartplatzierungen (Periode, Platzierungen, Wochen) | Höchstplatzierung, GesamtwochenChartplatzierungen (Periode, Platzierungen, Wochen) |
| Periode   | DE                                                                                 | AT                                                                                 |
| --------- | ---------------------------------------------------------------------------------- | ---------------------------------------------------------------------------------- |
| 2007/08   | DE82 (2 Wo.)DE                                                                     | —                                                                                  |
|           |                                                                                    |                                                                                    |
|           |                                                                                    |                                                                                    |
| 2010/11   | —                                                                                  | AT63 (2 Wo.)AT                                                                     |
| Insgesamt | DE82 (2 Wo.)DE                                                                     | AT63 (2 Wo.)AT                                                                     |

### Version von Matthias Reim(Letzte Weihnacht)
| Periode   | Höchstplatzierung, GesamtwochenChartsChartplatzierungen (Periode, Platzierungen, Wochen) |
| Periode   | DE                                                                                       |
| --------- | ---------------------------------------------------------------------------------------- |
| 2011/12   | DE99 (1 Wo.)DE                                                                           |
| Insgesamt | DE99 (1 Wo.)DE                                                                           |

### Version von Cast Of The Only Way Is Essex
| Periode   | Höchstplatzierung, GesamtwochenChartsChartplatzierungen (Periode, Platzierungen, Wochen) |
| Periode   | UK                                                                                       |
| --------- | ---------------------------------------------------------------------------------------- |
| 2011/12   | UK33 (1 Wo.)UK                                                                           |
| Insgesamt | UK33 (1 Wo.)UK                                                                           |

### Version von Ariana Grande
| Periode   | Höchstplatzierung, GesamtwochenChartplatzierungen (Periode, Platzierungen, Wochen) | Höchstplatzierung, GesamtwochenChartplatzierungen (Periode, Platzierungen, Wochen) | Höchstplatzierung, GesamtwochenChartplatzierungen (Periode, Platzierungen, Wochen) |
| Periode   | CH                                                                                 | UK                                                                                 | US                                                                                 |
| --------- | ---------------------------------------------------------------------------------- | ---------------------------------------------------------------------------------- | ---------------------------------------------------------------------------------- |
| 2013/14   | —                                                                                  | UK92 (1 Wo.)UK                                                                     | US96 (1 Wo.)US                                                                     |
|           |                                                                                    |                                                                                    |                                                                                    |
|           |                                                                                    |                                                                                    |                                                                                    |
| 2023/24   | CH91 (1 Wo.)CH                                                                     | —                                                                                  | —                                                                                  |
| Insgesamt | CH91 (1 Wo.)CH                                                                     | UK92 (1 Wo.)UK                                                                     | US96 (1 Wo.)US                                                                     |

### Version von Sandra Nasić
| Periode   | Höchstplatzierung, GesamtwochenChartsChartplatzierungen (Periode, Platzierungen, Wochen) |
| Periode   | DE                                                                                       |
| --------- | ---------------------------------------------------------------------------------------- |
| 2014/15   | DE93 (1 Wo.)DE                                                                           |
| Insgesamt | DE93 (1 Wo.)DE                                                                           |

### Version von Lauren Spencer-Smith
| Periode   | Höchstplatzierung, GesamtwochenChartplatzierungen (Periode, Platzierungen, Wochen) | Höchstplatzierung, GesamtwochenChartplatzierungen (Periode, Platzierungen, Wochen) |
| Periode   | UK                                                                                 | US                                                                                 |
| --------- | ---------------------------------------------------------------------------------- | ---------------------------------------------------------------------------------- |
| 2022/23   | UK70 (1 Wo.)UK                                                                     | US72 (5 Wo.)US                                                                     |
| Insgesamt | UK70 (1 Wo.)UK                                                                     | US72 (5 Wo.)US                                                                     |

## Auszeichnungen für Musikverkäufe
Im Januar 2023 wurde die Single mit einer dreifachen Platin-Schallplatte für über 1,5 Millionen verkaufte Einheiten ausgezeichnet, damit ist es die meistverkaufte Weihnachtssingle des Landes und zählt im Allgemeinen zu den meistverkauften Singles in Deutschland.
| Land/Region                  | Auszeichnungen für Musikverkäufe (Land/Region, Auszeichnung, Verkäufe) | Verkäufe   |
| ---------------------------- | ---------------------------------------------------------------------- | ---------- |
| Australien (ARIA)            | 8× Platin                                                              | 560.000    |
| Dänemark (IFPI)              | 6× Platin                                                              | 540.000    |
| Deutschland (BVMI)           | 3× Platin                                                              | 1.500.000  |
| Griechenland (IFPI)          | 2× Platin                                                              | 40.000     |
| Italien (FIMI)               | 3× Platin                                                              | 300.000    |
| Japan (RIAJ)                 | 2× Platin · + 3× Platin (Ringtone) · + Platin (Mobile Downloads)       | 1.200.000  |
| Kanada (MC)                  | 9× Platin                                                              | 720.000    |
| Neuseeland (RMNZ)            | 4× Platin                                                              | 120.000    |
| Niederlande (NVPI)           | Platin                                                                 | 100.000    |
| Portugal (AFP)               | 2× Platin                                                              | 20.000     |
| Schweden (IFPI)              | 10× Platin                                                             | 800.000    |
| Spanien (Promusicae)         | 2× Platin                                                              | 120.000    |
| Vereinigte Staaten (RIAA)    | 7× Platin                                                              | 7.000.000  |
| Vereinigtes Königreich (BPI) | Platin (Physisch) · + 8× Platin (Digital)                              | 5.800.000  |
| Insgesamt                    | 72× Platin ·                                                           | 18.820.000 |

Hauptartikel: Wham!/Auszeichnungen für Musikverkäufe

## Coverversionen
Das Stück wurde mehrfach gecovert und findet sich auch auf vielen weihnachtlichen Samplern. Außerdem existiert von der Indie-Popband Erdmöbel eine 2006 erschienene deutschsprachige Coverversion unter dem Titel Weihnachten, das Platz 84 der deutschen Charts erreichte, sowie eine Version von Matthias Reim aus dem Jahr 2011 mit dem Titel Letzte Weihnacht, die Platz 99 belegte.
Weitere Coverversionen:
- 1985: Dalida – Reviens-moi
- 1995: Whigfield
- 1998: Rap Allstars feat. Leroy Daniels
- 1998: Alien Voices feat. Three Degrees
- 1998: Le Groove feat. Gwen Dickey
- 1998: Billie Piper
- 1999: Roberto Blanco
- 1999: Savage Garden
- 2001: Atomic Kitten
- 2001: Jimmy Eat World
- 2001: BTH
- 2003: Daniel Lopes
- 2005: Laith Al-Deen
- 2005: Scala & Kolacny Brothers
- 2006: Ashley Tisdale
- 2006: Crazy Frog
- 2006: Nicole
- 2007: Cascada
- 2008: Birgit Õigemeel
- 2008: Taylor Swift
- 2009: Alcazar
- 2010: Glee Cast
- 2011: Matthias Reim (Letzte Weihnacht)
- 2012: Max Raabe
- 2012: Split[42]
- 2013: Cast of The Only Way Is Essex
- 2013: Wise Guys feat. A.Hürth Last Christmas (Letztes Jahr an Weihnachten)
- 2013: Ariana Grande
- 2014: Sandra Nasić
- 2014: Anna-Maria Zimmermann (Letzte Weihnacht)
- 2015: Helene Fischer & the Royal Philharmonic Orchestra feat. Ricky Martin
- 2015: Carly Rae Jepsen
- 2015: Saltatio Mortis
- 2015: Postmodern Jukebox
- 2015: ApeCrime
- 2016: Caught in the Act
- 2016: DeSchoWieda
- 2018: extra 3/Dennis und Jesko (Lasst Christmas das Radio aus!)
- 2020: Allagaeon feat. Travis Ryan & Trevor Strnad[43]
- 2020: Meghan Trainor
- 2022: Backstreet Boys[44]
- 2022: Lauren Spencer-Smith
- 2022: Future Islands
- 2022: Blackpink

## Dauerschleifen
Im Dezember 2015 spielte der Antenne-Kärnten-Moderator Joe Kohlhofer den Song über zwei Stunden 24-mal hintereinander. Im November 2013 tat dies Thomas Axmann auf Antenne Steiermark 16-mal. Bereits im Dezember 2012 hatte der Moderator Oli Bolz den Song beim privaten Radiosender Baden.fm 14-mal in Folge gespielt.

## Whamageddon
Seit Dezember 2016 existiert auf der Social-Media-Plattform Facebook eine humoristische Seite namens Whamageddon. Die Betreiber der Seite rufen jedes Jahr zu der Challenge auf, es unter allen Umständen zu vermeiden, das Lied Last Christmas zwischen dem 1. und dem 24. Dezember zu hören, wobei nur die Originalversion zählt. Wer dies nicht schafft, kann im Anschluss sein Profilbild mit einem Rahmen verzieren, auf dem „Whamageddon (Jahr) Fallen“ geschrieben steht. Diejenigen, die es geschafft haben, dürfen sich ab dem 24. Dezember als „Survivor“ bezeichnen.